# 瓦尔扎甘
瓦尔扎甘（波斯语：‎，拉丁化形式为Varzaqān、Warzagan），伊朗西北部东阿塞拜疆省瓦尔扎甘县城市，为该县县城所在地。根據2006年的統計，瓦尔扎甘总人口3,549，並有930個家庭 。该市因臨近據估計蘊藏了全世界3%銅礦的Sungun銅礦而聞名，著名的Andaryan金礦也在該市附近。

## 地震
瓦尔扎甘常發生地震，2012年東亞塞拜然省地震中，規模分別為6.3與6.4的兩次地震奪走了不少人命。